# Conflitto di frontiera sino-vietnamita
Il conflitto di frontiera sino-vietnamita si svolse tra il 1980 e il 1991 lungo il confine di stato tra la Repubblica popolare cinese e la Repubblica Socialista del Vietnam.
Il conflitto fu una conseguenza dell'invasione vietnamita della Cambogia, dove il locale governo dei Khmer Rossi di Pol Pot era uno stretto alleato dei cinesi. Come forma di pressione sulla dirigenza del Vietnam perché cessasse il suo intervento in Cambogia, la Cina mantenne uno stato di tensione militare al confine delle due nazioni con frequenti bombardamenti d'artiglieria e incursioni di truppe su piccola scala; il conflitto si caratterizzò per una lunga serie di schermaglie e combattimenti anche pesanti per il possesso di alcune alture dominanti lungo la frontiera, intervallati da momenti più o meno lunghi di stasi delle operazioni.
Il ritiro dei reparti vietnamiti dalla Cambogia e il normalizzarsi delle relazioni diplomatiche tra Hanoi e Pechino portarono poi alla conclusione delle ostilità nel 1991.

## Antefatti
La tensione diplomatica tra Vietnam e Cina prese a salire subito dopo la conclusione della guerra del Vietnam, acuita dalla decisione del governo di Hanoi di schierarsi dalla parte dell'Unione Sovietica nell'ambito della crisi sino-sovietica imperante all'epoca oltre che dalla propensione dei vietnamiti a proporsi come potenza regionale nel Sud-est asiatico. La situazione raggiunse il punto di rottura nel dicembre 1978 quando, dopo mesi di scontri di frontiera, il Vietnam lanciò un'invasione su vasta scala della Kampuchea Democratica al fine di abbattere il regime dei Khmer Rossi di Pol Pot, un fedele alleato di Pechino; nel febbraio 1979, quindi, le forze cinesi lanciarono una spedizione punitiva ai danni del Vietnam.
La guerra sino-vietnamita imperversò con forza fino al marzo 1979: le forze cinesi occuparono alcune città di frontiera nel Vietnam del nord come Cao Bằng e Lạng Sơn, ma subirono anche pesanti perdite e alla fine la dirigenza di Pechino decise, pur annunciando la vittoria, di ritirarsi. Le unità dell'Esercito Popolare di Liberazione cinese (EPL) ripiegarono sulle basi di partenza, pur mantenendo una forte pressione militare sul confine.
Il cessate il fuoco del marzo 1979 non riportò la pace. Mentre le truppe vietnamite continuavano a essere pesantemente impegnate nel conflitto in Cambogia contro i Khmer Rossi, grossi concentramenti di truppe continuarono a essere schierati lungo la frontiera sino-vietnamita. La paura di una nuova invasione delle regioni settentrionali spinse il governo di Hanoi a mettere in piedi un'enorme struttura di difesa, e nel corso degli anni 1980 tra i 600 000 e gli 800 000 soldati e paramilitari vietnamiti furono schierati lungo il confine con la Cina; dall'altro lato della frontiera, i cinesi mantennero non meno di 200 000-400 000 truppe a confrontarsi con i vietnamiti.
Tra Cina e Vietnam si sviluppò ben presto un conflitto strisciante e su piccola scala, con tiri di disturbo dell'artiglieria oltre il confine e scontri armati per il possesso di vette dominanti lungo la linea di confine. Oltre a impiegare le sue truppe lungo il confine, nell'ambito delle sue manovre tese ad aumentare la pressione su Hanoi la Cina iniziò ad armare i gruppi di guerriglieri delle minoranze etniche ostili al regime comunista vietnamita, in particolare gli Hmong insediati al confine tra Laos e Vietnam; il supporto cinese a questi gruppi di insorti iniziò però a declinare a partire dal 1985, quando il governo laotiano iniziò a normalizzare le sue relazioni con Pechino.

## Il conflitto

### 1980: il bombardamento di Cao Bằng

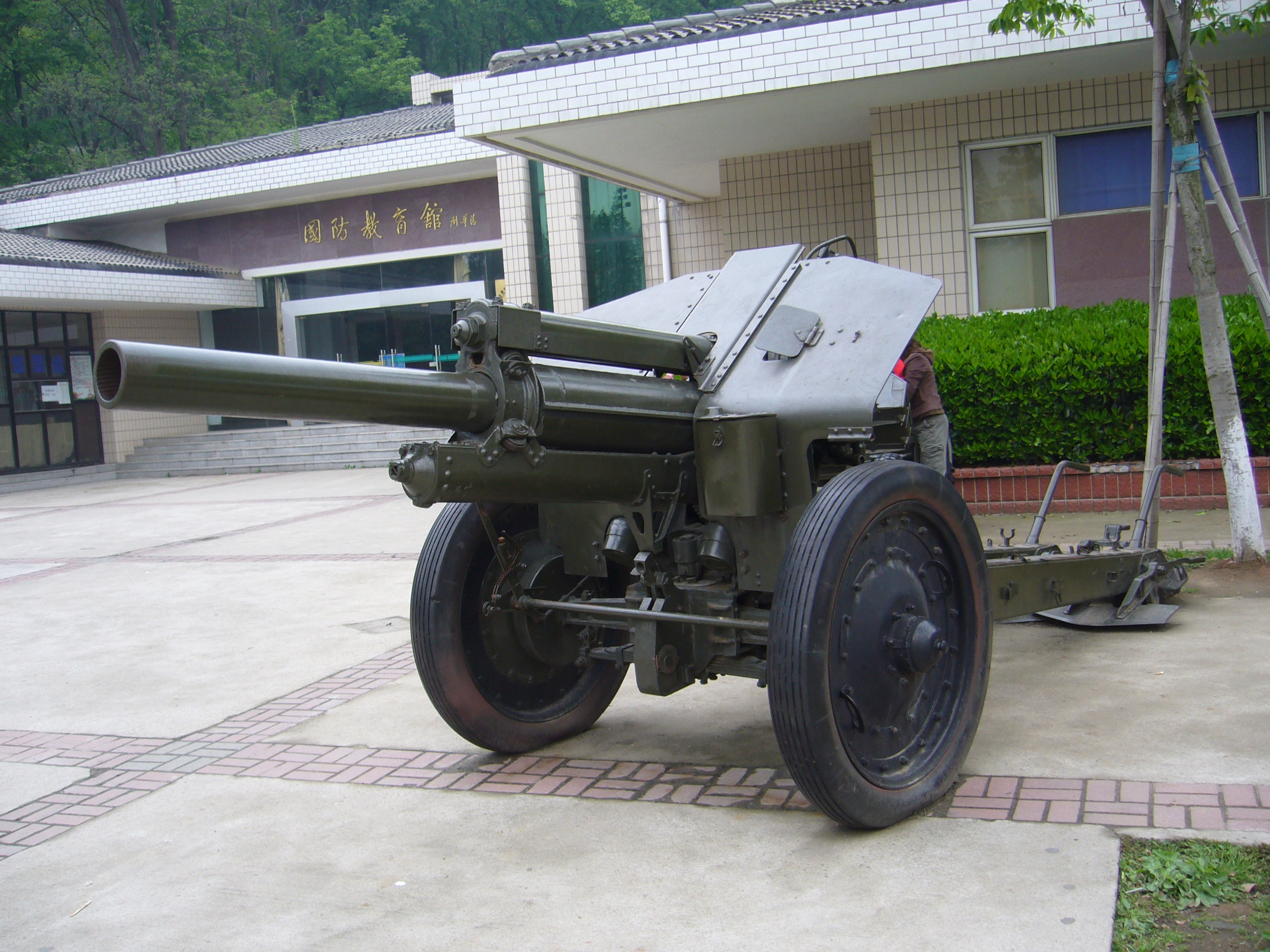
Un pezzo d'artiglieria cinese da 120 mm esposto al museo di Nanchino

All'inizio del 1980, nel corso della stagione secca, il Vietnam mise in atto una vasta operazione militare contro le forze dei Khmer Rossi insediate lungo il confine tra Cambogia e Thailandia. Nel giugno 1980, truppe dell'Esercito Popolare Vietnamita (EPV) varcarono la frontiera cambogiano-thailandese all'inseguimento dei guerriglieri Khmer Rossi in fuga verso le loro basi oltreconfine; benché le unità vietnamite si fossero poi ritirate dal territorio thailandese rapidamente, l'incursione del Vietnam in Thailandia spinse Pechino a intervenire con energia.
Mentre i diplomatici di Pechino rilasciavano continuamente dichiarazioni di critica verso il Vietnam, tra il 28 giugno e il 6 luglio l'artiglieria cinese bombardò per diverse volte postazioni vietnamite nella Provincia di Cao Bang. Incursioni armate trans-frontaliere su piccola scala presero ben presto vita più tardi quello stesso anno, con sette incidenti registrati nella sola prima metà di ottobre. La Cina accusò il Vietnam di aver condotto incursioni oltre il confine contro postazioni cinesi nella Contea di Maguan nello Yunnan tra il 30 settembre e il 1º ottobre, nel corso delle quali erano rimasti uccisi cinque cittadini cinesi; per tutta risposta, il 15 ottobre truppe cinesi attaccarono postazioni vietnamite oltre il confine rivendicando l'uccisione di 42 soldati nemici.
I bombardamenti cinesi non miravano a un preciso obiettivo militare strategico, e non causarono alcun danno sostanziale al Vietnam. Il governo di Hanoi ritenne che lo svolgimento di operazioni militari su larga scala andasse oltre le reali capacità dei cinesi, e che ciò dava la possibilità di condurre operazioni militari in Cambogia senza troppe preoccupazioni per la frontiera settentrionale. Gli scontri del 1980 furono indicativi del tipo di conflitto che avrebbe imperversato per i successivi 10 anni lungo il confine sino-vietnamita.

### 1981: la battaglia di Quota 400/Fakashan
Il 2 gennaio 1981 il ministero degli esteri di Hanoi propose la stipula di un cessate il fuoco tra le due nazioni in coincidenza con i comuni festeggiamenti per il capodanno lunare; la proposta fu respinta dai cinesi il 20 gennaio, ma la situazione lungo la frontiera si mantenne calma per diversi mesi e le due parti avviarono scambi reciproci dei prigionieri di guerra precedentemente catturati.
Il 5 maggio 1981 nuovi feroci combattimenti presero vita nella Provincia di Lang Son, dove l'EPL cinese lanciò una formazione di livello reggimentale all'attacco di un'altura nota come Fakashan (法卡山) ai cinesi o Quota 400 ai vietnamiti; truppe cinesi attaccarono anche il 7 maggio dei rilievi strategici nella Provincia di Ha Giang, tra cui il monte Koulinshan (扣林山, Quota 1688 per i vietnamiti) e altre alture vicine. Combattimenti molto sanguinosi causarono pesanti perdite umane a entrambi i contendenti. Gli scontri a Quota 400 andarono avanti fino al 7 giugno, quando un vittorioso contrattacco vietnamita portò alla riconquista della collina..
Come rappresaglia per gli attacchi, tra il 5 e il 6 maggio i vietnamiti lanciarono incursioni nella provincia del Guangxi; una compagnia vietnamita attaccò anche il villaggio di Megdong nella Contea di Malipo nello Yunnan. I cinesi rivendicarono di aver respinto questi attacchi, spazzando via diverse centinaia di soldati nemici penetrati nel Guangxi; il 22 maggio rapporti cinesi riferirono dell'uccisione di 85 soldati vietnamiti a Koulin nello Yunnan, mentre i resoconti di Pechino relativi agli scontri di Fakashan e Koulinshan rivendicarono l'uccisione o il ferimento di 1 700 vietnamiti.
Nonostante questi scontri sanguinosi, la dirigenza di Pechino decise di non incrementare il ritmo del conflitto e impiegò in battaglia solo unità delle guardie di frontiera piuttosto che truppe dell'esercito regolare. Osservatori occidentali asserirono che la Cina fosse riluttante a intraprendere una seconda campagna sulla scala mostrata nel 1979, specialmente dopo che il Vietnam ebbe incrementato la consistenza delle truppe schierate alla frontiera fino a guadagnare un chiaro vantaggio in termini di equipaggiamento.

### 1984: la battaglia di Vị Xuyên/Laoshan

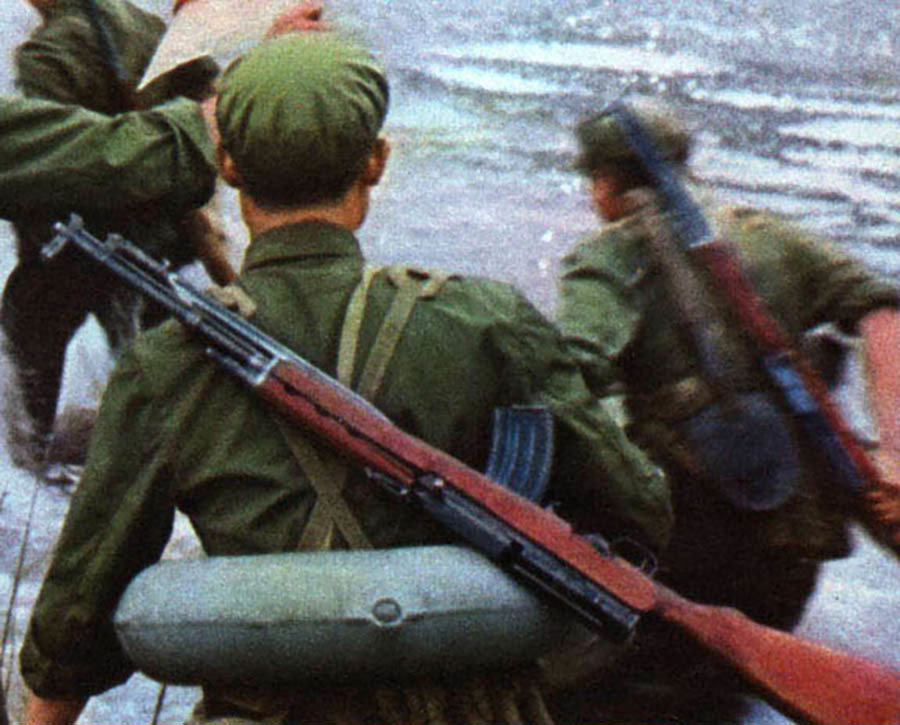
Truppe cinesi in marcia armate di fucili d'assalto Type 63

Tra il 2 il 7 aprile 1984, per alleggerire la pressione sulle forze ribelli cambogiane alle prese con una vasta offensiva vietnamita, la Cina scatenò il più pesante bombardamento d'artiglieria delle aree di confine dai tempi della guerra del 1979, colpendo con circa 60 000 proiettili località in sedici distretti delle province di Lang Son, Cao Bang, Hà Giang e Lao Cai; questo cannoneggiamento fu accompagnato il 6 aprile da vari attacchi di fanteria da parte di formazioni a livello di battaglione. Il più grande di questi attacchi si sviluppò nel Distretto di Tràng Định nella Provincia di Lang Song, dove diversi battaglioni cinesi assaltarono le alture di Quota 820 e Quota 636 nelle vicinanze del "Passo dell'amicizia" che univa le due nazioni; a dispetto dell'ampia forza mobilitata, tuttavia, le unità cinesi furono respinte o costrette a ripiegare il giorno successivo dalle posizioni catturate. Documenti cinesi editi successivamente sostennero che questi attacchi erano solo manovre diversive, e che furono condotti su una scala più piccola di quanto avessero stimato le fonti occidentali.
Tra aprile e luglio 1984, truppe cinesi rinnovarono l'offensiva occupando una striscia di colline nel Distretto di Vị Xuyên nella Provincia di Hà Giang, che correva da occidente a partire dalla montagna nota dalla Cina come Laoshan (老山, Quota 1800 per i vietnamiti) e fino al monte Dongshan (东山) o Zheyinshan (者阴山, Quota 1200 per i vietnamiti) a oriente; questa fu anche l'unica posizione a oriente del Fiume Chiaro in cui si verificarono scontri tra cinesi e vietnamiti durante il conflitto.
Gli scontri nel Distretto di Vị Xuyên iniziarono alle 05:00 del 28 aprile quando, dopo un intenso bombardamento di artiglieria, la 40ª Divisione della 14ª Armata dell'EPL cinese attraversò il confine a occidente del Fiume Chiaro; contemporaneamente, la 49ª Divisione dell'EPL prese Quota 1200 sulla riva orientale del fiume. I difensori vietnamiti, comprendenti elementi della 313ª Divisione e della 168ª Brigata dell'EPV, furono obbligati a ritirarsi dalle alture. Le unità cinesi occuparono il villaggio di Na La, come pure le colline di Quota 233, 685 e 468, creando un saliente profondo 2,5 km nel territorio vietnamita; queste posizioni erano protette da ripide alture coperte di foresta, ed erano accessibili solo transitando attraversa l'esposto lato orientale della valle del Fiume Chiaro.
Dopo il 28 aprile, gli scontri proseguirono altalenanti in altre località tra cui Quota 1800 (Laoshan), 772, 233, 1200 (Zheyinshan) e 1030, il cui possesso cambiò più volte di mano. Gli scontri si interruppero il 15 maggio con le forze cinesi virtualmente in possesso di tutte queste località, ma ripresero il 12 giugno e ancora il 12 luglio con pesanti contrattacchi dell'EPV volti a ricatturare le postazioni perdute; dopo questi scontri, i combattimenti si ridussero gradualmente fino a limitarsi a bombardamenti d'artiglieria e schermaglie di poco conto. Secondo rapporti dell'intelligence statunitense, i vietnamiti non riuscirono a riconquistare le otto alture prese dai cinesi; come risultato, la Cina occupò 29 postazioni all'interno del Vietnam, tra cui Quota 1509 e 772 a occidente del Fiume Chiaro e Quota 1250, 1030 e il monte Si-La-Ca a oriente del fiume. Lungo un fronte di 11 chilometri di confine, la penetrazione più profonda realizzata dai cinesi si ebbe a Quota 685 e 468, localizzate a circa 5 chilometri più a sud del confine; queste colline continuarono a essere teatro di schermaglie tra le due parti almeno fino alla fine del 1986.
Per difendere il terreno conquistato, l'EPL schierò due armate al confine del distretto di Vị Xuyên forti di quattro divisioni di fanteria, due di artiglieria e vari reggimenti di carri armati. L'artiglieria cinese posizionata sulle alture catturate includeva cannoni campali da 130 mm, obici da 152 mm e sistemi lanciarazzi multipli; carri armati cinesi entrarono in battaglia in alcuni casi.
Nel corso di giugno i vietnamiti sostennero di aver distrutto in battaglia un reggimento e otto battaglioni dell'EPL cinese, per un totale di 5 500 perdite umane. All'opposto, i cinesi sostennero di aver inflitto 2 000 perdite ai vietnamiti subendo, di converso, la perdita di 939 soldati e 64 lavoratori civili nel corso delle cinque settimane di scontri a Laoshan; altre 1 800-3 000 perdite vietnamite furono rivendicate dai cinesi dopo i contrattacchi dell'EPV del 12 luglio.

### 1986–1987: la "guerra per finta"

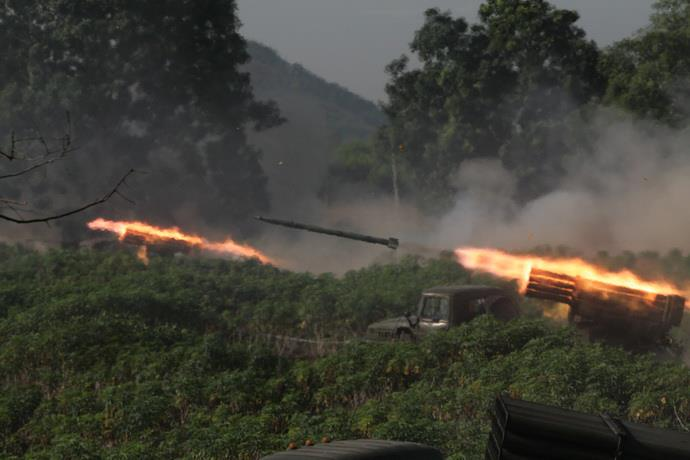
Un lanciarazzi BM-21 vietnamita ripreso mentre fa fuoco

Nel corso del 1985 i cinesi riversarono circa 1 milione di colpi d'artiglieria sulle regioni di confine del Vietnam, di cui 800 000 nel solo Distretto di Vị Xuyên; tra il 1986 e l'inizio del 1987, tuttavia, il ritmo del cannoneggiamento calò drasticamente, con solo alcune decine di migliaia di colpi sparati per mese. Nel 1986 il segretario generale del PCUS Michail Gorbačëv, nel corso di un discorso tenuto a Vladivostok, sostenne la necessità di una normalizzazione delle relazioni tra Cina e Vietnam; nell'ottobre 1986, nel corso di colloqui bilaterali tra le due nazioni, i cinesi riuscirono a persuadere i sovietici a proporsi come mediatori nella questione cambogiana.
Nonostante questi positivi segnali diplomatici, la situazione alla frontiera si intensificò. Il 14 ottobre 1986 i vietnamiti accusarono la Cina di aver riversato 35 000 colpi d'artiglieria sul Distretto di Vị Xuyên e di aver lanciato tentativi di cattura di altro territorio; sempre i vietnamiti sostennero di aver respinto tre attacchi cinesi all'altura di Quota 1100 e al ponte di Thanh Thuy. Questi attacchi furono probabilmente la risposta cinese al rifiuto dei sovietici di intensificare le pressioni sul Vietnam per un ritiro dal territorio cambogiano, oppure all'intensificarsi delle operazioni dell'EPV in Cambogia durante l'annuale stagione secca. Nel gennaio 1987 la Cina riprese i massicci bombardamenti delle regioni di confine (60 000 colpi furono sparati il solo 7 gennaio), e lanciò quindici attacchi divisionali sulle postazioni vietnamite di Quota 233, 685, 1509 e 1100; i vietnamiti rivendicarono l'uccisione di 1 500 cinesi nel corso di questi scontri, mentre Pechino dichiarò di aver inflitto 500 perdite al nemico e di aver subito un numero analogo di caduti. Il 5 ottobre 1987 un aereo da caccia MiG-21 vietnamita fu abbattuto dai cinesi al confine della Contea di Longzhou nel Guangxi.
Secondo alcune fonti occidentali, questo periodo del conflitto ebbe natura di "guerra per finta", citando l'omonima situazione verificatasi durante la seconda guerra mondiale: a dispetto dei duri scontri in corso nel Distretto di Vị Xuyên, la situazione nelle altre zone del confine rimase relativamente calma e i cinesi non schierarono in battaglia nessuna nuova unità regolare; l'ordine di battaglia di entrambi i contendenti rimase fondamentalmente identico durante tutto questo periodo.

### 1988: gli scontri alle Spratly
Nel 1988 gli scontri tra Cina e Vietnam si spostarono in mare: il 14 marzo unità navali vietnamite cercarono di sbarcare truppe su alcuni atolli dell'arcipelago delle Isole Spratly, da tempo conteso con la Cina e altre nazioni vicine; l'azione vide l'immediato intervento di unità navali della Marina militare cinese, che senza subire perdite affondarono due navi da trasporto vietnamite e ne danneggiarono una terza; circa 70 militari vietnamiti rimasero uccisi nella schermaglia.

## Conclusione
L'avvio della dissoluzione dell'Unione Sovietica, che privava il Vietnam del suo principale alleato, spinse la dirigenza di Hanoi a trovare una via d'uscita al sempre più gravoso conflitto cambogiano e al perdurante stato di tensione militare con la Cina. Nel 1988 l'EPV avviò un vasto programma di ritiro delle sue truppe dalla Cambogia, ufficialmente terminato nel settembre 1989; la stipula degli accordi di pace di Parigi il 23 ottobre 1991 tra le varie fazioni cambogiane in lotta e le potenze vicine sancì poi la conclusione del conflitto in Cambogia. Il ritiro vietnamita dalla Cambogia portò di conseguenza a un rasserenarsi delle relazioni tra Hanoi e Pechino.
Dall'aprile 1987 la Cina avevano nettamente abbassato il ritmo delle operazioni militari al confine vietnamita, ridotte in pratica a pattugliamenti di routine delle aree dei monti Laoshan e Zheyinshan; dall'aprile 1987 all'ottobre 1989 si registrarono solo undici attacchi cinesi a postazioni vietnamite, principalmente brevi bombardamenti con mortai. Dopo il riavvio di formali relazioni diplomatiche tra Pechino ed Hanoi nel corso del 1991, le unità cinesi iniziarono a ritirarsi dal confine; entro il 1992 i cinesi avevano formalmente ritirato tutti i loro soldati dall'area compresa tra i monti Laoshan e Zheyinshan, che tuttavia rimasero formalmente sotto il controllo della Cina.
Le vittime causate dal conflitto sono difficili da calcolare, ma sono stimate nell'ordine delle diverse migliaia. Il cimitero militare di Vị Xuyên raccoglie più di 1 600 tombe di soldati vietnamiti caduti durante il conflitto frontaliero con la Cina; recenti pubblicazioni vietnamite indicano in 4 000 morti e 9 000 feriti le perdite registrate nell'area del confine tra il 1984 e il 1989. Rapporti ufficiali cinesi indicano 4 100 perdite registrate nel medesimo periodo, di cui più di 2 000 morti.